# Nagroda Literacka Josepha Brahima Seida
Nagroda Literacka Josepha Brahima Seida – czadyjska nagroda literacka ufundowana przez Stowarzyszenie Rozwoju Kultury - ADEC (Association pour le Développement Culturel) w listopadzie 2013. Patronką jej, od  początku istnienia, jest Pierwsza dama Hinda Déby, żona prezydenta Czadu Idrissa Déby. Laureaci otrzymują nagrody pieniężne jako wspieracie ich twórczości oraz pomoc w rozwoju i promocji kultury Czadu. 
Joseph Brahim Seid (1927-1980), którego imię nosi nagroda, jest uznawany za klasyka literatury czadyjskiej. 
Pierwsza edycja wręczenia nagrody odbyła się 2015, czyli dwa lata od powstania idei promocji młodych twórców i pielęgnowania tradycji literackich. 
W drugiej edycji zgłosiło się 29 osób. Hasłem przewodnim prac konkursowych był:
- dynamizm różnorodności kulturowej,
- wartości solidarności i przyjaźni,
- rozwój społeczeństwa czadyjskiego,
- piękno terroiru i/lub środowiska naturalnego,
- ochrona czadyjskiej tożsamości kulturowej[4][5].

W 2017, w trzeciej edycji, uczestniczyło 34 kandydatów, w tym 5 kobiet. Wszyscy zostali poproszeni o napisanie opowiadania liczącego od 15 do 25 stron, na jeden z wybranych tematów: 
- pokojowe współistnienie,
- rozwój w społeczeństwie afrykańskim,
- piękno przyrody i zmiana klimatu,
- ochrona różnorodności kulturowej,
- przedsiębiorczość i młodzież[1].

## Laureaci
| Rok  | I Miejsce              | II Miejsce                  | III Miejsce            | Nagroda Specjalna |
| ---- | ---------------------- | --------------------------- | ---------------------- | ----------------- |
| 2015 | Togyanouba Nguémadjita | Eloi Miandadji              | Dr Djiddi Ali Sougoudi | -                 |
| 2016 | Haki Rozzi Ali         | Djimotoum Yonoudjim Yannick | David Nedingam Naibei  | Salma Khalil Alio |
| 2017 | Allah-Kauis Neneck     | Mbaldé Guentar Beba         | Lassem Bienvenu        | Clarisse Nomaye   |